# Carthaginiensis

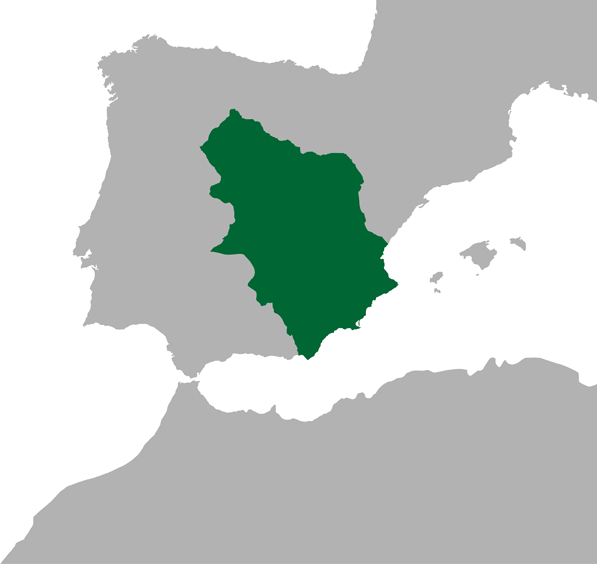
Hispania Carthaginiensis

Die Hispania Carthaginiensis, auch Hispania Carthaginensis oder einfach Carthaginiensis (Carthaginensis) genannt, war eine spätantike römische Provinz auf der Iberischen Halbinsel.
Die Carthaginiensis wurde im Zeitraum zwischen 283 und 289 von Kaiser Diokletian im Rahmen seiner Reform der Provinzeinteilung eingerichtet. Diokletian teilte das Gebiet der riesigen Provinz Hispania citerior, die in der Kaiserzeit auch Hispania Tarraconensis genannt wurde und den Norden und Osten der Iberischen Halbinsel umfasste, in drei Provinzen:
- die neue Tarraconensis mit der Hauptstadt Tarraco (Tarragona), die nur noch den nordöstlichen Teil der alten Tarraconensis umfasste
- Callaecia (das heutige Galicien und zumindest das westliche Asturien, vielleicht auch das östliche Asturien und Kantabrien)
- die neue Hispania Carthaginiensis mit der Hauptstadt Carthago Nova (Cartagena).

Zur Carthaginiensis gehörten der Süden der alten Hispania citerior und die Balearen. Die Nordgrenze verlief nördlich der Städte Segobriga, Segontia (Sigüenza), Uxama (Osma), Clunia (Coruña del Conde) und Pallantia (Palencia). Die Grenze zur Callaecia bildete der Unterlauf des Esla.
Diese Einteilung scheint bis zum Ende der Römerherrschaft im 5. Jahrhundert fortbestanden zu haben, doch wurden die Balearen im späten 4. Jahrhundert eine eigene Provinz.